# Burgstall Haglau
Der Burgstall Haglau liegt im Ortsteil Neudorf der Gemeinde Haslach an der Mühl im Bezirk Rohrbach von Oberösterreich auf den Gründen des Thurmbauers (Neudorf 10).

## Geschichte
Der Edelsitz Haglau wird erst im 16. Jahrhundert (1581) als Besitz des Jeremias Schluchs zu Grub und Haglau und 1585 des Hieronymus Schluchs (Schlux) zu Haglau erwähnt. Der Sitz war ein Lehen der Rosenberger. Von den Erben der Schluchs ging Haglau auf dem Verkaufsweg 1604 an Georg Walter zu Rohrbach über. Danach soll Haglau an die Schwarzenbergs gekommen sein.

## Burgstall Haglau heute
Der Burgstall der Höhenburg liegt etwa 0,2 km SSW des Anwesens Thurmbauer bei Neudorf. Aufgrund rezenter Planierungen ist er nur mehr ansatzweise erkennbar. In den 1960er Jahren waren Wallgräben noch gut erkennbar, diese wurden weitgehend eingeebnet. Damals wurde davon gesprochen, dass ein tiefer, weiter Graben und davor ein mächtiger Wall den Turmhügel umschließen. Das Mauerwerk soll bis zu 1,7 m betragen und aus behauenen und geglätteten Steinen, die mit einem Sandmörtel verbunden waren, bestanden haben. Heute ist die Stätte von Bäumen überwuchert.